# Inget knussel, sa Emil i Lönneberga
Inget knussel, sa Emil i Lönneberga är ett datorspel från 1996 utgiven av Norstedts Rabén Multimedia och Levande Böcker samt utvecklat av Eld Interaktiv produktion baserat på boken med samma namn för Windows och Macintosh.

## Spelet
Spelet bygger på boken Inget knussel, sa Emil, när han kysste Prostinnan av Astrid Lindgren och Björn Berg och uppdelat i två delar. I den första delen hjälper man till med förberedelserna inför kalaset och i andra delen läser Astrid Lindgren själv upp berättelsen från boken inför ett interaktivt bildspel.

## Gameplay
Spelaren kan välja att enbart lyssna på berättelsen eller spela småspel där man hjälper familjen inför kalaset. Om spelaren väljer att hjälpa till inför kalaset, då skall man se till att Emil och Ida badar, och till det, måste spelaren hjälpa Emil att hämta ved som Alfred klyver i delar, och hämta vatten från brunnen tillsammans med Anton. Ida måste också hjälpa Lina med att mjölka korna. När uppgifterna är slutförda, då erbjuds möjligheten att hjälpa Emil med hans snöbollskrig med lärarinnan.
Kalaset består av ett interaktivt bildspel där Astrid Lindgren läser upp berättelsen om kalaset. Under bildspelet klickar spelaren på föremålen och figurerna som förekommer på varje bildruta för att få dem att göra något.

## Röster
- Astrid Lindgren: Sig själv
- Emil Svensson - Anton Källåker
- Ida Svensson - Maloue Brushane
- Anton Svensson och Alfred - Tor Johansson
- Alma Svensson - Helena Brodin
- Lina, med flera: - Mi Ridell
- Lärarinnan: Cecilia Nilsson
- Kråktorparen och prosten, med flera: Gösta Bredefeldt
- Prostinnan, med flera: Barbro Hiort af Ornäs
- Övriga röster: Hampus Lindberg, Hanna Blad & Peter Holst